# Estudos do software
Estudos do software (do inglês: Software studies) formam um campo de pesquisa acadêmica dedicado aos softwares, seus sistemas e seus efeitos culturais.

## Sobre
Os Estudos do Software pertencem a uma área temática interdisciplinar, aproximando a concepção do software como um artefato técnico com a área das humanidades e das Ciências Sociais, tais como Processos Comunicacionais do Software, História do Software, Crítica de software arte,  sociologia do software e as aproximações entre os estudos culturais e o software.
O Estudo do Software é um campo emergente na área acadêmica e cultural. As referências teóricas, institucionais e bibliográficas sobre o tema ainda são bastante recentes e o livro mais atual sobre o tema é a coletânea de artigos organizados por Matthew Fuller denominado "Software Studies: a Lexicon", o primeiro grupo de estudos acadêmicos é o "Software Studies Initiative" na University of California San Diego - UCSD, dirigido por Lev Manovich e Noah Wardrip-Fruin e as primeiras conferências sobre o tema foram o Software Studies Workshop 2006 e SoftWhere 2008. O grupo de Software Studies abriu o seu primeiro núcleo de pesquisas fora dos Estados Unidos na cidade de São Paulo, Brasil, sob a coordenação de Cicero Silva.
Em 2008 a editora do MIT deu início a série dedicada aos Estudos do Software. Os livros publicados pela série incluem Software Studies: a lexicon, de Matthew Fuller, Expressive Processing: Digital Fictions, Computer Games, and Software Studies de Noah Wardrip-Fruin (2009), Programmed Visions: Software and Memory de Wendy Hui Kyong Chun (2011), e Code/Space: Software and Everyday Life de Rob Kitchin e Martin Dodge (2011).
Em 2011 um grupo de pesquisadores da Inglaterra iniciou uma revista aberta dedicada ao tema, chamada Computational Culture.
No Brasil, o grupo de pesquisa em Estudos do Software iniciou a publicação da revista SoftCult, dedicada aos estudos do software.
Os objetivos dos Estudos do Software são quase sempre diferenciados dos da área da Ciência da Computação e da Engenharia de Software, que se preocupam inicialmente com o software aplicado à teoria da informação e com as aplicações práticas do software. Esses campos enfatizam a aprendizagem computacional, particularmente nas áreas de programação e codificação. Essa ênfase em analisar as fontes dos softwares e os seus processos (em vez de analisar simplesmente a interface) geralmente distingue os Estudos Culturais do Software dos estudos acadêmicos ligados às novas mídias, que estão geralmente presos e restritos às discussões sobre as interfaces e os efeitos observáveis gerados pelo computador.

## Exemplos
Um exemplo da inserção dos estudos do software na análise do código fonte é o Manifesto de Mark Marino "Critical Code Studies".  Os Estudos Culturais do Software podem analisar não só os tópicos ligados à leitura do código, mas também a escrita de códigos de programação. Um exemplo aprofundado dessa análise é o livro Expressive Processing de Noah Wardrip-Fruin, dedicado aos estudos culturais do software e que utilizou pela primeira vez um sistema de peer review experimental conduzido completamente on-line, através de um sistema de comentários em um blog desenvolvido pelo Instituto para o Futuro do Livro (Institute for the Future of the Book).